# 분청사기 박지철채화문 병
분청사기 박지철채화문 병(粉靑沙器 剝地鐵彩花文 甁)은 대한민국 서울특별시에 있는 조선 초기의 분청사기 병이다. 대한민국의 보물 제287호로 지정되었다.
병의 입 부분이 약간 벌어졌고, 어깨에서부터 벌어져 몸통 아랫부분에서 중심을 이루어 안정감을 주는 몸체에 약간 큰 굽다리를 갖춘 병이다. 회색 태토 위에 전면을 귀얄로 백토 분장을 한 후에 몸통에 화문과 초엽문의 테두리를 대칼로 긁어서 무늬를 드러낸 후 무늬 바깥의 분장을 긁어내고, 이 위에 암록색의 채료를 발라 만들어 백토와 수박색의 대비 효과를 보여주고 있다. 유약은 투명한 회청색이 발라졌으나, 일부 면은 약간 산화되어 담갈색을 나타낸 부분도 있다. 15세기 후반 호남지방의 광주 충효동, 고창 용산리 등의 가마터에서 제작된 개성 있는 작품의 하나이다.

## 개요
분청사기 박지철채화문 병(粉靑沙器 剝地鐵彩花文 甁)은 조선 초기의 분청사기 병으로 높이 20.4cm, 아가리 지름 5.2cm, 밑지름 8cm이다.
회색의 바탕흙 위에 백토로 분장을 하여 무늬를 그리고, 그 외의 배경을 긁어낸 뒤, 긁어낸 부분에 다시 철채를 입혀서 어두운 녹색의 배경과 흰 무늬와의 대조가 선명하게 잘 어울리고 있다. 무늬는 변형된 모란무늬이며, 격식에 얽매이지 않는 자유스럽고 활달한 감각을 엿볼 수 있다. 병의 목 주변에는 변형된 연판무늬를 둘렀다.
유약은 투명한 회청색이며 일부 연한 갈색을 띤 곳이 있다. 표면이 매끈하지 않아도 생김새와 도안 의장법에서 친근하고 구수한 멋을 나타내고 있다.

## 참고 자료
- 분청사기 박지철채화문 병 - 국가유산청 국가유산포털
- 본 문서에는 서울특별시에서 지식공유 프로젝트를 통해 퍼블릭 도메인으로 공개한 저작물을 기초로 작성된 내용이 포함되어 있습니다.